# Día Internacional de los Niños Víctimas Inocentes de Agresión
El Día Internacional de los Niños Víctimas Inocentes de Agresión es una jornada de concienciación que se celebra anualmente el 4 de junio desde 1983, establecida por la Asamblea General de las Naciones Unidas en 1982.

## Proclamación
El Día Internacional de los Niños Víctimas Inocentes de Agresión fue establecido por la Asamblea General de las Naciones Unidas el 19 de agosto de 1982. La proclamación surgió como respuesta a la consternación de la comunidad internacional generada por los numerosos niños inocentes palestinos y libaneses que fueron víctimas de actos de agresión. Este día fue concebido para crear conciencia sobre el sufrimiento de los niños afectados por conflictos en todo el mundo y para reafirmar el compromiso de proteger sus derechos.

## Celebración
Se celebra anualmente el 4 de junio. La elección de esta fecha tiene su origen en la sesión especial de emergencia sobre la cuestión de Palestina, reflejando la urgencia de abordar las atrocidades cometidas durante esos conflictos específicos.  La primera conmemoración ocurrió en 1983, buscando sensibilizar sobre los abusos físicos, mentales y emocionales que padecen los niños en contextos de violencia y guerra.